# Serviço social

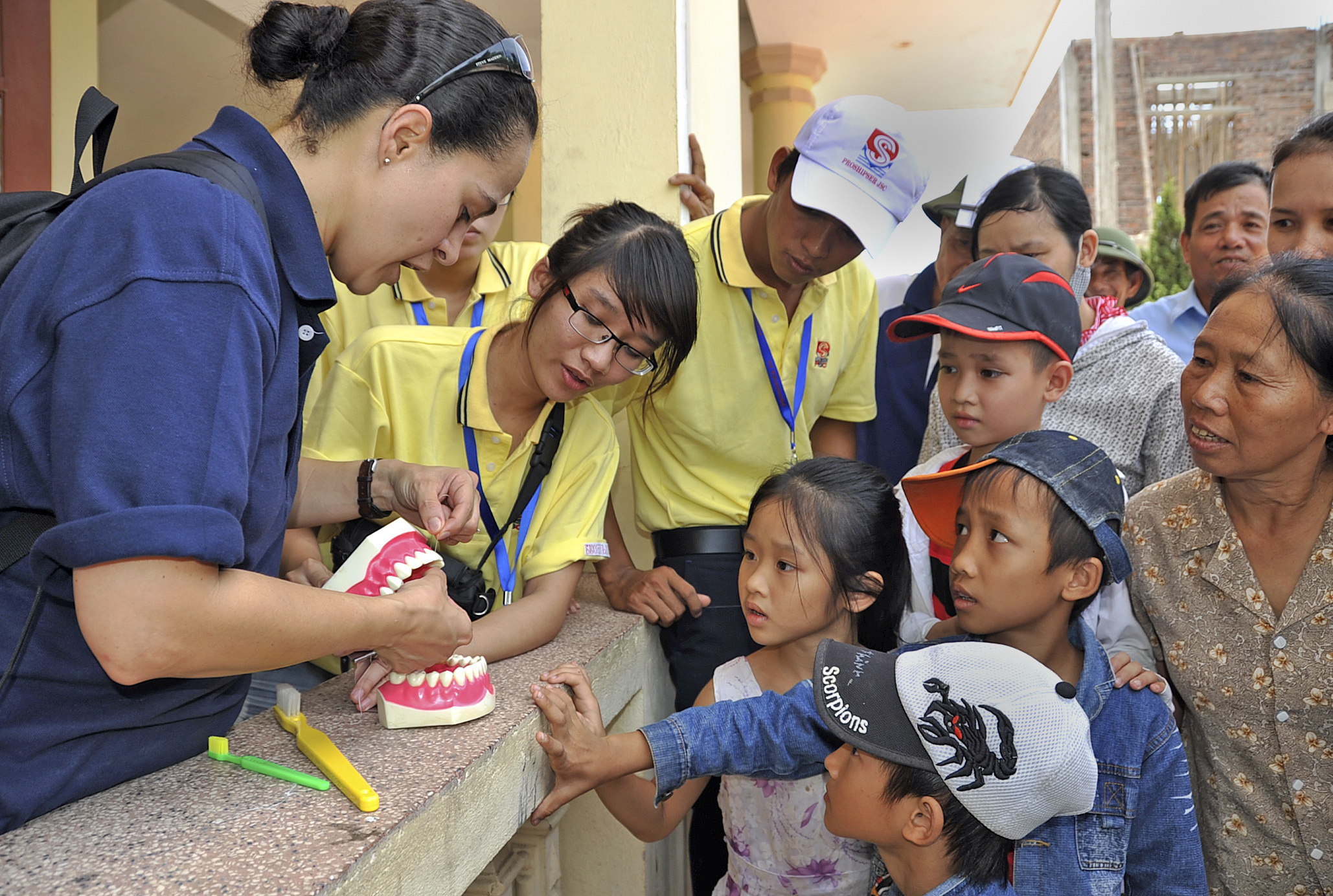
O assistente social planeja e executa políticas públicas e programas sociais voltados para o bem-estar coletivo e para a integração do indivíduo na sociedade.

O Serviço Social é uma profissão "inscrita na divisão social do trabalho, situa-se no processo de reprodução das relações sociais". A emergência dessa profissão no Brasil data da década de 1930. Atualmente, ela está vinculada ao campo das ciências sociais aplicadas, cujo objeto de intervenção são as expressões multifacetadas da questão social e/ou do problema social. Dispõe do contributo de diversas ciências afins, como sociologia, psicologia, história, economia, ciência política, antropologia, filosofia, direito, ética e estatística. O serviço social é uma profissão de caráter sociopolítico, crítico e interventivo, que se utiliza de instrumental científico multidisciplinar das ciências humanas e sociais para análise e intervenção nas diversas refrações da "questão social", isto é, no conjunto de desigualdades que se originam do antagonismo entre a socialização da produção e a apropriação privada dos frutos do trabalho.
O(a) assistente social no Brasil, para exercer a profissão, deve obrigatoriamente ter um registro no Conselho Regional de Serviço Social (CRESS), e o(a) bacharel em serviço social é uma pessoa graduada no curso de Ensino Superior em Serviço Social mas que não está inscrito(a) nesse órgão de orientação e fiscalização do exercício profissional. Esse(a) profissional qualificado(a) com competências de nível superior atua de maneira privilegiada em diversos espaços sócio-ocupacionais. Apresenta uma intervenção investigativa através da pesquisa e análise da realidade social. Atua na formulação, execução e avaliação de serviços, programas e políticas sociais que visam à preservação, defesa e ampliação dos direitos humanos e da justiça social.
Como campos de atuação profissional, podem ser citados: equipamentos da rede de serviços sociais (sejam eles rurais ou urbanos), organizações públicas, empresas privadas, fábricas, organizações não governamentais, entidades filantrópicas sem fins lucrativos, organizações sociais (OS), e fundações privadas. Assistentes sociais trabalham em unidades de saúde, estabelecimentos escolares, creches, abrigos, presídios, centros de convivência e de referência, universidades, clubes esportivos; nas administrações públicas municipais, estaduais e federais; nos serviços de proteção jurídica; nas autarquias; no âmbito das forças armadas, nos conselhos tutelares e de direitos, na gestão e planejamento; nos movimentos sociais; nas instâncias de defesa e de representação política, dentre outras.

## História
Desde a antiguidade na Roma Antiga, o trabalho de serviço social se relaciona a expressão Pannis et circensis, que tinha como objetivo fornecer pão e diversão ao povo da época, pois com o crescimento da população vinham junto as consequências sociais, como o desemprego, falta de condições sociais para viver, miséria, desigualdade, entre outros problemas que podem ser gerados pela falta de estrutura e pelo acelerado crescimento populacional.
Em 1844, Karl Mager tematizou a questão da "pedagogia social" na publicação alemã Pädagogischen Revue. Na prática, a profissão surge em Londres, na Inglaterra e em 1898, na cidade de Nova Iorque, nos Estados Unidos. Com a ascensão da sociedade burguesa e o aparecimento de classes sociais, a burguesia (classe social dominante) necessitava de um profissional que cuidasse da área social assistindo à classe proletária. Dessa forma, a classe dominante exerceria um certo controle sobre os proletários. No momento, não existia uma metodologia ou teoria acerca da profissão ou do que era a mesma. Há, também, uma herança intelectual franco-belga que influencia nas explicações sobre o surgimento do serviço social, principalmente no período do primeiro pós-guerra e que data do final do século XIX. Na literatura em questão (VERDÈ-LEROUX, 1986), surge em 1911, a École Normale Sociale (católica) e, em 1912, a École Pratique de Service Social (protestante).
O serviço social surge da emergência da questão social do conjunto das expressões da desigualdade social, econômica, como também cultural, ou seja, problemas da sociedade capitalista madura, do antagonismo entre o capital e o trabalho.

### No Brasil
Em 1942, foi criada a Legião Brasileira de Assistência (LBA), que serviria como órgão de colaboração junto ao Estado, para cuidar dos Serviços de Assistência Social. Ainda em 1942, foi instituído o Serviço Nacional de Aprendizagem Industrial (SENAI) e o Serviço Nacional de Aprendizagem Comercial (SENAC). Em 1943, foi promulgada a Consolidação das Leis do Trabalho (CLT). No decorrer da década de 1940, as tendências positivistas e sociais ganharam cada vez mais força, mas a partir de 1955, o social vai passar a ser mínimo, e o capital máximo, com a busca de uma expansão econômica que engendra a ideologia desenvolvimentista, que tem como proposta, um crescimento econômico acelerado, para atingir prosperidade, grandeza material, paz e ordem social, tendo como objetivo central superar o estágio transitório do subdesenvolvimento e do atraso e acompanhar as grandes potências mundiais.
Em 1946, foram fundados mais dois órgãos importantes para o atendimento dos trabalhadores: o Serviço Social da Indústria (SESI) e o Serviço Social do Comércio (SESC). A ABESS também foi criada em 1946, então denominada Associação Brasileira de Escolas de Serviço Social, uma década após a instalação do primeiro curso de serviço social no Brasil, a Escola de Serviço Social da Pontifícia Universidade Católica de São Paulo.
Na década de 1960, acontece a expansão da profissão do assistente social. Essa época é a renovação do serviço social, época também em que grandes mudanças ocorreram na vida social, econômica, política e cultural brasileira. Busca-se tanto uma reatualização do tradicionalismo profissional, quanto de uma busca de ruptura com o conservadorismo. O serviço social se laiciza e passa a estabelecer uma interlocução com as ciências sociais e se aproxima dos movimentos de esquerda.
Mas, no Brasil, é por volta de 1936, quando se iniciou o processo de industrialização intensa e urbanização no país, como parte das estratégias do Estado, para atender às demandas da questão social, via execução direta das políticas sociais. A emergência da profissão encontra-se relacionada também à articulação dos poderes dominantes (burguesia industrial, Igreja Católica e Estado Varguista) à época, com o objetivo de controlar as insatisfações populares e o pauperismo, advindos da relação capital x trabalho.
Com o passar do tempo, a profissão foi se estruturando, chegando hoje a uma profissão dotada de um conjunto de ferramentas de tipos teórico-metodológico, técnico-operativo e ético-político. Atualmente, o serviço social se tornou uma profissão interventiva que busca principalmente a garantia e o acesso de direitos às camadas populares trabalhadoras. O curso superior de serviço social foi oficializado no país pela Lei n° 1.889 de 13 de junho de 1953. E em 27 de agosto de 1957, pela Lei n° 3.252, juntamente com o Decreto n° 994, de 15 de maio de 1962, que regulamentou a profissão.
Quem regulamenta a profissão no Brasil é o Conselho Federal de Serviço Social (CFESS) e os respectivos Conselhos Regionais de Serviço Social (CRESS).

## A profissão
Tem como objetivo a contribuição para a construção de uma ordem social, política e econômica menos desigual. Reconhecendo nos determinantes estruturais e nas dificuldades da realidade social, os limites e as possibilidades do trabalho profissional, e rebelando-se contra os problemas de injustiças, que afetam os desamparados socialmente.
O perfil do(a) bacharel em serviço social, atua nas expressões da questão social, formulando e implementando propostas para seu enfrentamento por meio de políticas sociais públicas, empresariais, de organizações da sociedade civil e movimentos sociais. É dotado(a) de formação intelectual e cultural generalista crítica, competente em sua área de desempenho, com capacidade de inserção criativa e propositiva no conjunto de relações sociais e no mercado de trabalho. É um profissional comprometido com os valores e princípios norteados pelo Código de Ética do Assistente Social.
O Estado, que é o representante de uma ordem social determinada, necessita da prática profissional do assistente social para a relativização da problemática social gerada pela sociedade capitalista, e para controlar ou canalizar os conflitos emergentes, deixando a visão de que a desigualdade social é um fator natural. Não apelando para uma fórmula mágica que cura todos os males da humanidade, entrando no idealismo, mas assumindo como direito inalienável da população explorada, a busca e a garantia da política social, de forma organizada e planejada. Não confundindo o assistencialismo com assistência, nem deixando a demagogia tomar conta e ofuscar a realidade.

## O profissional de Serviço Social
A conclusão do curso de graduação em Serviço Social em instituição de ensino superior devidamente reconhecida pelo Ministério da Educação (MEC) concede o título de bacharel, sendo necessário registro junto ao Conselho Regional de Serviço Social (CRESS) para que se obtenha habilitação para o exercício legal da profissão sob o título de assistente social.
Serviço social é um curso de nível superior e foi oficializado no Brasil mediante a Lei n° 1.989/53, sendo que a profissão de assistente social foi regulamentada pela Lei n° 3.252, de 27 de agosto de 1957. Hoje, a profissão encontra-se regulamentada pela Lei n° 8.662, de 7 de junho de 1993, que legitima o Conselho Federal de Serviço Social e os Conselhos Regionais.
A regulamentação profissional ocorreu num contexto em que o Estado Brasileiro assumiu uma perspectiva reguladora delegando aos conselhos profissionais a função de controle. Contudo, o serviço social compreendeu a profissão e suas entidades em outra perspectiva, a partir da adoção de referenciais teórico-metodológicos que possibilitam a construção de um processo crítico, enquanto instrumento de proposição de um projeto profissional ético-político. Os Conselhos passaram então a questionar sua função meramente burocrática, repensando seu caráter disciplinador.
Dessa forma é que, na década de 1990, a Lei n° 3.252, de 27 de agosto de 1957 foi alterada pela Lei n° 8.662, de 7 de junho de 1993, cujo texto legal expressa um conjunto de conhecimentos particulares e especializados, a partir dos quais são elaboradas respostas concretas às demandas sociais. A nova lei de regulamentação da profissão e o Código de Ética de 1993, forneceram um respaldo jurídico e uma nova dimensão aos instrumentos normativos legais, superando os limites apontados até então.
Além da Lei n° 8.662/1993, contamos também com o Código de Ética Profissional que veio se atualizando ao longo da trajetória profissional.
Em 1993, após um rico debate com o conjunto da categoria em todo o país, foi aprovada a quinta versão do Código de Ética Profissional, instituída pela Resolução 273/93 do CFESS. O Código representa a dimensão ética da profissão, tendo caráter normativo e jurídico, delineia parâmetros para o exercício profissional, define direitos e deveres dos assistentes sociais, buscando a legitimação social da profissão e a garantia da qualidade dos serviços prestados. Ele expressa a renovação e o amadurecimento teórico-político do serviço social e evidencia em seus princípios fundamentais o compromisso ético-político assumido pela categoria.
Não há dúvida que o serviço social brasileiro, nas últimas décadas, redimensionou-se e renovou-se no âmbito de sua interpretação teórico-metodológica e ético-política, num forte embate com o tradicionalismo profissional, adequado criticamente enquanto profissão às exigências do seu tempo, qualificando-a sendo hoje, sem dúvida, uma profissão reconhecida e legitimada socialmente.
Na década de 1990, se verifica, no âmbito do serviço social, os efeitos do neoliberalismo, da flexibilização da economia, da reestruturação no mundo do trabalho, da minimalização do Estado e da retração dos direitos sociais.
O serviço social amplia os campos de atuação, passando a atuar no chamado terceiro setor, nos Conselhos de Direitos, e ocupa funções de assessoria, entre outros.

## Princípios fundamentais
Conforme o Código de Ética profissional, de 1993:
- Reconhecimento da liberdade como valor ético central e das demandas políticas a ela inerentes - autonomia, emancipação e plena expansão dos indivíduos sociais;
- Defesa intransigente dos direitos humanos e recusa do arbítrio e do autoritarismo;
- Ampliação e consolidação da cidadania, considerada tarefa primordial de toda sociedade, com vistas à garantia dos direitos civis, sociais e políticos das classes trabalhadoras;
- Defesa do aprofundamento da democracia, enquanto socialização da participação política e da riqueza socialmente produzida;
- Posicionamento em favor da equidade e justiça social, que assegure universalidade de acesso aos bens e serviços relativos aos programas e políticas sociais, bem como sua gestão democrática;
- Empenho na eliminação de todas as formas de preconceito, incentivando o respeito à diversidade, a participação de grupos socialmente discriminados e a discussão das diferenças;
- Garantia do pluralismo, através do respeito às correntes profissionais democráticas existentes e suas expressões teóricas, e compromisso com o constante aprimoramento intelectual;
- Opção por um projeto profissional vinculado ao processo de construção de uma nova ordem societária, sem dominação/exploração de classe, etnia e gênero;
- Articulação com os movimentos de outras categorias profissionais que partilhem dos princípios deste Código e com a luta geral dos trabalhadores;
- Compromisso com a qualidade dos serviços prestados à população e com o aprimoramento intelectual, na perspectiva da competência profissional;
- Exercício do Serviço Social sem ser discriminado, nem discriminar, por questões de inserção em classe social, gênero, etnia, religião, nacionalidade, orientação sexual, idade e condição física.

## Entidades

### No Brasil
- ABEPSS: Associação Brasileira de Ensino e Pesquisa em Serviço Social;
- CFESS/CRESS: Conselho Federal de Serviço Social / Conselho Regional de Serviço Social;
- ENESSO: Executiva Nacional de Estudantes de Serviço Social;
- CBCISS - Centro Brasileiro de Cooperação e Intercâmbio de Serviços Sociais.

### No resto da América Latina
- ALAEITS: Asociación Latinoamericana de Enseñanza e Investigación en Trabajo Social (Associação Latino-americana de Ensino e Pesquisa em Serviço Social);
- CIBS - Conselho Internacional de Bem-Estar Social América Latina e Caribe;
- International Federation of Social Workers (IFSW) – (Federação Internacional de Trabalhadores Sociais – FITS).

## Dia do assistente social
O dia 15 de maio é comemorado como o dia do assistente social em virtude de o Decreto n° 994/62, que regulamenta a profissão do(a) assistente social e cria os Conselhos Federal e Regionais, ter sido editado em 15 de maio de 1962.
Assim, embora a profissão tenha sido legalmente reconhecida por meio da Lei n° 3.252 de 27 de agosto de 1957, somente em 15 de maio de 1962 foram regulamentados e instituídos os instrumentos normativos e de fiscalização, na época Conselho Federal e Regional de Assistentes Sociais. Hoje, com a edição da Lei n° 8.662, de 7 de junho de 1993 - Conselho Federal e Regionais de Serviço Social.
No dia 26 de agosto de 2010, a Lei n° 8.662, de 7 de junho de 1993, passou a vigorar acrescida do artigo 5º-A, que descreve que a duração do trabalho do(a) assistente social é de 30 (trinta) horas semanais, vedada a redução do salário.